# Luciano Urdaneta Vargas
Luciano Urdaneta Vargas (* 1825 in Maracaibo; † 24. Dezember 1899 in Caracas) war ein venezolanischer Ingenieur und Architekt.
Als Sohn von General Rafael Urdaneta und seiner Mutter Dolores Vargas erhielt er in Maracaibo seine Grundausbildung. Anschließend studierte er in Caracas Mathematik und Maschinenbau. Ab 1840 dann Bauwesen an der École nationale des ponts et chaussées in Paris. 1850 kehrt er nach Venezuela zurück und war als Dozent an der Universidad Central de Venezuela tätig und gründete sein eigenes Büro für Ingenieurwesen und Architektur.

## Werke
Auszug aus seinen Arbeiten als Ingenieur und Architekt:
- Staudamm, Represa de Caujarao (1863–1866)
- Hängebrücke über den Río Guaire (Caracas)
- Aquädukt in El Calvario.
- Palacio Federal Legislativo (Caracas, 1872–1877)
- Baños de mar de Macuto (1875).
- Teatro Juares in Barquisimeto
- Biblioteca Nacional de Caracas (nur Entwurf und Planung, 1890).